# ニッコー (愛知県の企業)
株式会社ニッコー（英語: Company NIKKO）は、愛知県名古屋市中川区西日置町に本社を置く総合人材サービス企業。

## 概要
1984年（昭和59年）に愛知県名古屋市中区において、株式会社ニッコーの前身である株式会社日興を設立。当時は音響機器の販売業務を行っていた。その後、本店を名古屋市中川区に移転し業務請負業を開始する。1990年（平成2年）に商号を株式会社ニッコー（カタカナ）に改め、以降全国に営業所を展開。2003年（平成15年）に人材派遣事業を開始、2005年（平成17年）に有料職業紹介事業を開始する。

## 事業内容
- 労働者派遣事業：厚生労働大臣許可番号（派）23-020499
- 有料職業紹介事業：厚生労働大臣許可番号23-ユ-300096
- 業務請負業
- ファシリティ事業（設備メンテナンス）
- 各種業務委託（期間工雇用受託サービス）
- 旅客運送事業

## 沿革
- 1984年（昭和59年） - 株式会社日興（株式会社ニッコーの前身）設立[1]。
- 1988年（昭和63年） - 業務請負業の開始と同時に、本店を名古屋市中川区に移転する[1]。
- 1989年（平成元年） - 資本金を3000万円に増資する[1]。
- 1990年（平成2年） - 従来本社所在地の隣地に新社屋を新築し、移転する[1]。また、社名を株式会社ニッコーと改める[1]。
- 1990年（平成2年） - 知立営業所を新設する[1]。
- 1996年（平成8年） - 資本金を5000万円に増資する[1]。
- 1998年（平成10年） - 松阪営業所を新設する[1]。
- 2003年（平成15年） - 一般労働者派遣事業認可・事業開始[1]。
- 2004年（平成16年） - 松阪営業所を移転の上、四日市営業所と改称する[1]。
- 2004年（平成16年） - 名古屋駅前営業所を新設する[1]。
- 2005年（平成17年） - 有料職業紹介事業認可・事業開始[1]。
- 2005年（平成17年） - 沖縄営業所を新設する[1]。
- 2005年（平成17年） - 岐阜営業所を新設する[1]。
- 2005年（平成17年） - プライバシーマーク認証・取得[2]
- 2005年（平成17年） - 知立営業所を移転の上、岡崎営業所と改称する[1]。
- 2006年 （平成18年） - 名古屋駅前営業所を移転の上、名古屋採用本部と改組する[1]。
- 2006年 （平成18年） - 大阪営業所を新設する[1]。
- 2007年 （平成19年） - 福岡営業所を新設する[1]。
- 2008年（平成20年） - ISO9001[3]：2000（品質マネジメントシステム）取得、登録番号：QC08J0067[1]。
- 2009年（平成21年） - 営業所・本社統合[1]。
- 2014年（平成26年） - 名古屋採用本部を改めて開設する[1]。

## 所在地

### 本社
- 愛知県名古屋市中川区西日置町9丁目111番地

### その他所在地
- 名古屋採用本部 - 愛知県名古屋市中村区名駅4-5-27　大一名駅ビル9階
- 桑名営業所 - 三重県桑名市大字東方字日物谷2248番地の2
- 港事業所 - 愛知県名古屋市港区昭和町13
- 稲沢事業所 - 愛知県稲沢市北島町大門東37-1
- いなべ事業所 - 三重県員弁郡東員町大字中上2400